# C'était nous
C'était nous (僕等がいた, Bokura ga ita, litt. « Nous étions là ») est une série de shōjo manga écrite et dessinée par Yūki Obata. Elle est prépubliée dans le magazine Betsucomi de Shōgakukan puis reliée en seize tomes de novembre 2002 à mars 2012. Le manga est récompensé par le 50e prix Shōgakukan dans la catégorie Shōjo, à égalité avec Le Sablier de Hinako Ashihara.
En 2006, le manga est adapté en une série d'animation de 26 épisodes produite par le studio d'animation Artland et réalisée par  Akitaro Daichi. Il a également été adapté en un film live en deux parties sortis respectivement en mars et avril 2012 au Japon sous le titre We Were There.

## Synopsis
Nanami Takahashi a 15 ans, elle entre au lycée, et veut se faire des amies, puisqu'elle ne connait personne. Elle essaye de se mêler aux discussions des autres filles qui ne parlent que de Yano Motoharu. Il est l'engouement de toutes les filles, beau garçon, séduisant, bon élève, toujours joyeux, mais sous cette apparence, il cache un passé dont il ne veut pas se souvenir, une plaie, un traumatisme, qu'il ne veut pas montrer. Alors qu'elle le croise dans le couloir, avant même de lui demander son prénom, Nana sait déjà qui il est. Elle le déteste au premier abord, mais en tombe complètement amoureuse. Elle fait alors la connaissance de Yuri Yamamoto, qui semble très proche de Yano, bien qu'elle prétende le haïr. Quel est le lien qui unit ces deux personnes, dont le passé semble cacher un grand traumatisme ? Alors que Yano et Nana commencent à sortir ensemble, le passé ressurgit. Le meilleur ami de Yano s'en mêle, et la situation va rapidement tourner… Sans compter sur Yuri, qui y ajoute son grain de sel… Que va-t-il vraiment se passer ?

## Personnages
- Nanami Takahashi: Généralement appelée Nana-chan, elle confesse son amour trop rapidement, est beaucoup trop naïve et est très jolie, possédant un visage similaire à celui d'un bébé. Elle s'emmêle souvent avec ses sentiments, et n'arrive pas à se décider entre écouter son cœur et écouter son cerveau. Au début de l'anime, elle se décide à ne pas devenir une des groupies idiotes de Yano, mais tombe irrémédiablement amoureuse de son sourire. Alors qu'elle commence enfin à sortir avec Yano, le passé de ce dernier l'obsède complètement (à la fois son ex-petite amie et la sœur de cette dernière), si bien qu'elle n'arrive plus à se concentrer sur leur relation, ce qui l'amène à rompre avec lui. Malgré l'amour qu'elle porte à Motoharu, elle essaye à tout prix de se dire que si elle retourne avec lui elle souffrira mais ses sentiments finiront par prendre le dessus et la poussera à se remettre avec lui qui lui ne cessait de penser à elle.

- Motoharu Yano : Garçon populaire dans son lycée, beaucoup de filles tombent sous son charme. Il a tendance à beaucoup flirter et son esprit semble être très ouvert au sexe (il est un peu pervers). Il décide parfois de cacher la vérité à Nanami pour ne pas l'inquiéter, et peut parfois faire preuve de beaucoup de froideur et d'indifférence. Comme le dit Nanami, son sourire est magnifique et nous donne envie de tout lui pardonner. Il appelle Nanami par son nom, "Takahashi", mais s'adresse parfois à elle en l'appelant "Nana-chan". Même s'il semble calme et très joueur, il ne fait pas confiance aux femmes, qui l'ont tant de fois trahi. Il devient très jaloux et très possessif quand un autre s'approche de sa petite amie, ce qui l'a une fois amené à frapper Nana Yamamoto. Cependant, en sortant avec Nanami, il acquiert la certitude qu'elle ne le tromperait jamais, et tombe amoureux d'elle. Il a eu beaucoup de mal à choisir entre Nanami et le souvenir qui lui restait de Nana Yamamoto, les deux seules femmes qu'il ait un jour vraiment aimé.

- Masafumi Takeuchi : Meilleur ami de Yano, il le connait depuis sa première année de collège. Contrairement à Yano, il est gentil et considéré, et soutient beaucoup Nanami dans sa relation avec Yano, si bien qu'il en tombe amoureux. Une fois que cette dernière a cassé avec Yano, il tâche d'en profiter, bien qu'il se fasse à nouveau rejeter. Son amitié pour la jeune fille est cependant toujours là. Il sort avec Takahashi lorsque Yano ne donne plus de ses nouvelles, et lui demande sa main, mais Nanami refuse.

- Yuri Yamamoto : Silencieuse et asociale, on apprend plus tard dans le manga qu'elle est amoureuse de Yano, bien que sa sœur soit son ex-petite amie. Peu après la mort de cette dernière, Yano a couché avec elle. Persuadée d'avoir été utilisée pour se venger, elle le hait tout d'abord mais se rend compte qu'il avait en réalité pris pitié d'elle (elle envisage également la possibilité qu'il soit amoureux d'elle). C'est un obstacle pour le couple Yano et Nanami.

- Nana Yamamoto : Grande sœur de Yuri, et ancienne petite amie de Yano, la première qu'il ait jamais vraiment aimé. Sa personnalité, complètement à l'opposé de celle de Yuri, est en revanche presque exactement similaire à celle de Nanami. Les autres l'appellent Nana-san, afin de la distinguer de Nana-chan, qui est le surnom de Nanami. Elle est morte dans un accident de voiture avec son ex-petit ami alors qu'elle sortait avec Yano avant le commencement de la série.

- Mizuguchi, alias Mizu-chin : Tout comme Nagami c'est l'une des deux copines de Nanami. Elle est follement amoureuse de Yano.

- Nagami, alias Taka-chan : Tout comme Mizuguchi c'est l'une des deux copines de Nanami.

- Kagawa : C'est l'ex petit ami de Nana Yamamoto. C'est dans sa voiture et avec lui qu'est morte Nana. C'était quelqu'un de violent et infidèle avec elle. Dans le début de l'histoire, on dit de Nana qu'elle n'a jamais rompu avec lui, bien qu'elle sorte avec Yano.

- Sengenji Akiko : C'est une fille que rencontre Yano à son nouveau lycée. Elle sera amoureuse de lui et essaiera dans un premier temps de le séduire, jalousant Takahashi, qu'elle rencontrera cinq ans plus tard. Elle tentera de réconcilier Takahashi et Yano, n'éprouvant plus de sentiments à l'égard de ce dernier.

## Manga
- Titre original : 僕等がいた (Bokura ga ita?, Nous étions là)
- Sérialisé dans Betsucomi
- Première publication au Japon : 26 octobre 2002
- Nombre de volumes au Japon: 16 volumes
- Éditeur au Japon : Shōgakukan
- État : Complet

- Titre francophone officiel : C'était nous
- Éditeur francophone : Soleil Productions - Soleil Manga
- Nombre de volumes en francophonie : 16 volumes

## Anime
- Nombre d'épisodes : 26
- Date de première diffusion au Japon : 3 juillet 2006 sur KBS Kyoto, puis sur Gifu Broadcasting, Tokyo MX TV, Chiba TV…
- Date de fin de diffusion : 26 septembre 2006
- Réalisateur en chef : Koichiro Sōtome
- Réalisateur : Akitaro Daichi
- Character designer : Nobuaki Shirai
- Studio d'animation : Artland

Les épisodes n'ont pas de titres et sont simplement numérotés. L'animé se termine au milieu du tome 8 de la version papier, et ne raconte donc pas la suite de l'histoire.

### Liste des épisodes
| No | Titre français          | Titre japonais | Titre japonais | Date de 1re diffusion |
| No | Titre français          | Kanji          | Rōmaji         | Date de 1re diffusion |
| --- | ----------------------- | -------------- | -------------- | --------------------- |
| 01 | Premier épisode         | 第1話・・・    |                | 4 juillet 2006        |
| C'est le premier jour de Lycée de Nanami. Elle y lie de premières amitiés et tombe amoureuse du mystérieux et populaire Yano. À la suite d'étourderies, Nanami se retrouve suppléante du délégué de classe qui n'est autre que le beau Yano. Beaucoup de rumeurs circulent à son sujet et la seule à l'avoir connu au collège (Yuri Yamamoto) semble le détester. Vient alors le temps du premier voyage scolaire... Cet épisode permet de montrer l'évolution des sentiments de Nanami à l'égard de Yano, ainsi que d'en apprendre un peu plus sur Yamamoto et Yano qui sont des personnes très mystérieux et secrets. |                         |                |                |                       |
| 02 | Deuxième épisode        | 第2話・・・    |                | 11 juillet 2006       |
| Les rumeurs concernant Yano continuent d'agiter les discussions des filles. Celles-ci commentent d'ailleurs l'album de collège sur lequel on peut voir la sœur de Yamamoto. Nanami refusant de regarder se laisse finalement tenter une fois la journée finie et la classe vide. Elle se fait alors surprendre par le beau Yano qui va lui révéler plusieurs détails sur lui. Au cours de cet épisode, Nanami va aussi lui faire sa déclaration. Elle fait aussi ses premières erreurs en tant que délégué, dans le cadre des festivités scolaires... Cet épisode permet d'en dévoiler un peu plus sur le personnage de Yano, sur la différence de caractère entre celui-ci et Nanami ainsi que d'introduire les personnages de Takeuchi et Nana comme plus que de simples personnages d'arrière-plan. On devine qu'ils occuperont par la suite plus de place (tout comme Yamamoto). |                         |                |                |                       |
| 03 | Troisième épisode       | 第3話・・・    |                | 18 juillet 2006       |
| C'est enfin la période des vacances d'été. Nanami s'ennuie à mourir. Elle attend avec impatience les répétitions pour la pièce de théâtre que doit jouer sa classe, pour avoir la possibilité de revoir Yano. Mais Yano n'assiste à aucune des répétitions et ne vient pas non plus au festival pour lequel Nanami avait même mis un joli yukata. À la suite d'une discussion avec Takeuchi, Nanami apprend que c'est l'anniversaire de la mort de Nana. Inquiète de l'état de Yano, elle va donc lui rendre visite chez lui... Cet épisode permet de dévoiler l'histoire entre Yano et Nana, ainsi que l'évolution des sentiments de Yano envers Nanami (qui ressemble beaucoup plus qu'elle ne le pense à Nana). Mais on devine que Takeuchi commence aussi à avoir quelques sentiments pour Nanami. |                         |                |                |                       |
| 04 | Quatrième épisode       | 第4話・・・    |                | 25 juillet 2006       |
| Les festivités culturelles du Lycée arrivent à grands pas. Malheureusement Yano est très froid et distant avec Nanami. Takeuchi en fait d'ailleurs la remarque à son ami. Mais Yano lui avoue aussi le trouble que Nanami provoque en lui. Les relations entre Yano et Yamamoto intriguent beaucoup les filles et ceux bien que toutes la classe soit très occupée par les préparatifs de la pièce de théâtre. Vient enfin le jour des festivités qui sera riche en émotions... Cet épisode montre la complexité du personnage de Yano que Nanami n'arrive pas à cerner, ainsi que la situation difficile pour celui-ci de comprendre et accepter la nature de ses sentiments à l'égard de Nanami. Les personnages autres qu'eux sont presque absents tant l'intrigue se concentre sur Yano et Nanami. |                         |                |                |                       |
| 05 | Cinquième épisode       | 第5話・・・    |                | 1er août 2006         |
| C'est l'après-festivité de l'école. Nanami est très nerveuse et a beaucoup de mal à réaliser ce qu'il s'est passé. Ses deux amies sont déjà au courant de ce qu'il s'est passé lors des festivités entre elle et Yano. Yano quant à lui, bien que distant à première vue, vient de fixer un premier rendez-vous à Nanami. Mais celle-ci s'endort de fatigue dans la salle de classe. Les vacances de Noël approchant, Nanami veut savoir ce que Yano voudrait comme cadeau... Cet épisode permet de montrer la différence entre Yano qui a déjà été en couple et Nanami qui est encore très innocente. On découvre aussi tout le poids que doit supporter Yano par rapport à son ancienne relation. Takeuchi apparait dans cet épisode pour faire un parallèle entre le couple Yano-Nana et le couple Yano-Nanami. |                         |                |                |                       |
| 06 | Sixième épisode         | 第6話・・・    |                | 8 août 2006           |
| On en découvre plus sur le couple Yano-Nanami.Yano est très généreux et attentionné envers Nanami, mais également très possessif et jaloux. On apprend quels sont les sentiments de Takeuchi envers Nanami, bien que celle-ci par son innocence et sa naïveté n'en ai nullement conscience. La relation entre Yano et Yamamoto se complexifie par le fantôme de Nana qui hante toujours l'esprit de Yano. Yano apparait aussi comme étant prêt à passer à la "vitesse supérieure" alors que Nanami reste très innocente et enfant de ce côté. Cet épisode permet de mettre en évidence certaines différences entre Nanami et Yano qui pourraient très bien être la cause de disputes ou de désaccords. On y découvre aussi un Yano possessif et jaloux encore hanté par Nana, ainsi qu'un Takeuchi "amoureux secret". Le couple Nanami-Yano semble donc avoir plusieurs obstacles à devoir affronter. |                         |                |                |                       |
| 07 | Septième épisode        | 第7話・・・    |                | 15 août 2006          |
| Les différences entre Yano et Nanami se remarquent de plus en plus. Yano est extrêmement jaloux et possessif et exige de Nanami une transparence totale qu'il refuse d'avoir à son égard. Le passé entre Yamamoto et Yano apparait de plus en plus clair. Takeuchi est quant à lui le conseillé et ami de Nanami, toujours là peu importe le moment. |                         |                |                |                       |
| 08 | Huitième épisode        | 第8話・・・    |                | 22 août 2006          |
| Nanami traverse une période de gros doutes à propos du passé de Yano avec Yamamoto. Takeuchi encore une fois vient au secours de Nanami afin de la rassurer et ce bien qu'il connaisse la triste réalité. Après avoir été chez Nanami et subi une mère de Nanami surprotectrice, le couple se retrouve seul, chez Yano (les parents s'étant absenté de manière imprévue)... Dans cet épisode Yano laisse entrevoir le visage qu'il cache derrière son masque de "mec gentil et populaire". Takeuchi, quant à lui, semble tiraillé entre son rôle d'ami de Yano et les sentiments qu'il a pour Nanami. Yamamoto est ici la victime de la vengeance de Yano envers Nana, mais semble petit à petit quitter cette position de "victime". |                         |                |                |                       |
| 09 | Neuvième épisode        | 第9話・・・    |                | 29 août 2006          |
| Décidés à trouver un lieu pour pouvoir finir ce qu'ils n'ont pas pu faire chez Yano à cause du retour surprise de sa mère, Yano a vite une réputation d"avare" à force de vendre ses affaires pour pouvoir économiser de quoi se payer un lovehotel. Nanami arrive à le convaincre d'économiser à deux pour pouvoir se payer un lieu plus propice à ce moment qu'ils vont vivre à deux. La menace de Yamamoto sur le couple se fait plus concrète, alors que Takeuchi apparait comme de plus en plus attaché à Nanami. |                         |                |                |                       |
| 10 | Dixième épisode         | 第10話・・・   |                | 5 septembre 2006      |
| Épisode sous le signe de la jalousie. Jalousie de Nanami envers Yamamoto et celle de Yano envers Takeuchi et réciproquement. Yano semble vraiment être un jaloux maladif, mais toujours hanté par le fantôme de Nana qui conditionne ses angoisses et peurs dans sa relation avec Nanami. À la fin de l'épisode, Yamamoto se rend chez Yano, alors qu'il étudie avec Nanami, et lui demande s'il veut savoir ce que faisait Nana dans la voiture de son ex, le jour de son accident mortel. |                         |                |                |                       |
| 11 | Onzième épisode         | 第11話・・・   |                | 12 septembre 2006     |
| Yamamoto raconte à Yano les évènements qui sont à l'origine de la présence de Nana dans la voiture de son ex. Elle fait tout pour le rendre coupable de cette mort. Nanami qui tentait de s'interposer entre Yano et Yamamoto est vite envoyé dans la maison par celui-ci. Elle n'entend alors rien de la discussion. S'ensuit une violente dispute dans le couple. Nanami accuse Yano de lui cacher des choses. Takeuchi assiste impuissant, de loin, à la dispute. Il conseillera cette fois-ci Yano, mais toujours pour pouvoir protéger Nanami. Le lendemain, au lycée s'ensuit une discussion entre Yano et Nanami au sujet du passé du garçon avec Yamamoto… |                         |                |                |                       |
| 12 | Douzième épisode        | 第12話・・・   |                | 19 septembre 2006     |
| Après leur discussion et le fait que Yano ait enfin avoué à Nanami la nature de l'histoire qu'il a eu avec Yamamoto, Nanami reste sans vouloir parler ni regarder Yano. Après une réconciliation, le couple passe le dimanche à la plage. Ce qui n'est pas sans rappeler des souvenirs de Nana à Yano. Nanami se rendant alors compte de la confusion que fait Yano entre Nana et elle lui demande de lui dire ce qu'il aimerait dire à Nana si elle était devant lui. S'ensuivent de terribles conséquences pour le couple... Takeushi, quant à lui, apparait pour la première fois comme servant avant tout ses propres intérêts via les conseils qu'il peut donner à Nanami. Yamamoto apparait dans cet épisode comme ayant toujours désiré et recherché que le couple Yano-Nanami rompe. Ne désirant que le fait de pouvoir "être aimée" de nouveau par Yano. L'épisode montre également un Takeushi désirant la rupture du couple Yano-Nanami afin de pouvoir enfin avouer ses sentiments pour Nanami qui semblent de plus en plus intenses et durs à cacher. |                         |                |                |                       |
| 13 | Treizième épisode       | 第13話・・・   |                | 26 septembre 2006     |
| 14 | Quatrième épisode       | 第14話・・・   |                | 3 octobre 2006        |
| 15 | Quinzième épisode       | 第15話・・・   |                | 10 octobre 2006       |
| 16 | Seizième épisode        | 第16話・・・   |                | 17 octobre 2006       |
| 17 | Dix-septième épisode    | 第17話・・・   |                | 24 octobre 2006       |
| 18 | Dix-huitième épisode    | 第18話・・・   |                | 31 octobre 2006       |
| 19 | Dix-neuvième épisode    | 第19話・・・   |                | 7 novembre 2006       |
| 20 | Vingtième épisode       | 第20話・・・   |                | 14 novembre 2006      |
| 21 | Vingt-et-unième épisode | 第21話・・・   |                | 21 novembre 2006      |
| 22 | Vingt-deuxième épisode  | 第22話・・・   |                | 28 novembre 2006      |
| 23 | Vingt-troisième épisode | 第23話・・・   |                | 5 décembre 2006       |
| 24 | Vingt-quatrième épisode | 第24話・・・   |                | 12 décembre 2006      |
| 25 | Vingt-cinquième épisode | 第25話・・・   |                | 19 décembre 2006      |
| 26 | Episode final           | -最終回-       |                | 26 décembre 2006      |

### Musique

#### Kimi dake wo… (opening)
- Titre original : "君だけを…", c'était nous...
- Chanté par Mi

#### Aishiteru (ending1)
Épisode 1, 8 et 10
- Titre original : "アイシテル", Je t'aime
- Chanté par Mi
- Arrangements et musique de Susumu Nishikawa
- Paroles de Maika

#### Koko ni ite (ending2)
Épisode 2
- Titre original : "ここにいて", Nous sommes là
- Chanté par Kaori Asō
- Paroles de Akitaro Daichi

#### Sunset (ending3)
Épisode 2
- Titre original : "サンセット", sansetto, Sunset (« Coucher de soleil », en anglais)
- Chanté par Mi
- Arrangements de J

#### Suki dakara (ending4)
Épisode 4 et 6
- Titre original : "好きだから", Parce que je t'aime
- Chanté par Izumi Katō
- Arrangements de Seiji Muto
- Musique de Jun Abe
- Paroles de Akitaro Daichi

#### Futari no kisetsu ga (ending5)
Épisode 7 et 9
- Titre original : "ふたりの季節が", Notre saison
- Chanté par Nozomi Sasaki
- Arrangements de Seiji Muto
- Musique de Jun Abe
- Paroles de Akitaro Daichi

### Seiyū
- Motoharu Yano : Hiroshi Yazaki
- Nanami Takahashi : Nozomi Sasaki
- Nana Yamamoto : Yurin
- Yuri Yamamoto : Erina Nakayama
- Mizu-chin : Kaori Shimizu
- Masafumi Takeuchi : Takuji Kawakubo
- Takachan : Yuka Terasaki

### Documentation
- Virginie Sabatier, « C'était nous », dans Manga 10 000 Images n°3, Versailles : Éditions H, septembre 2010, p. 184-185.